# Anna Bernard

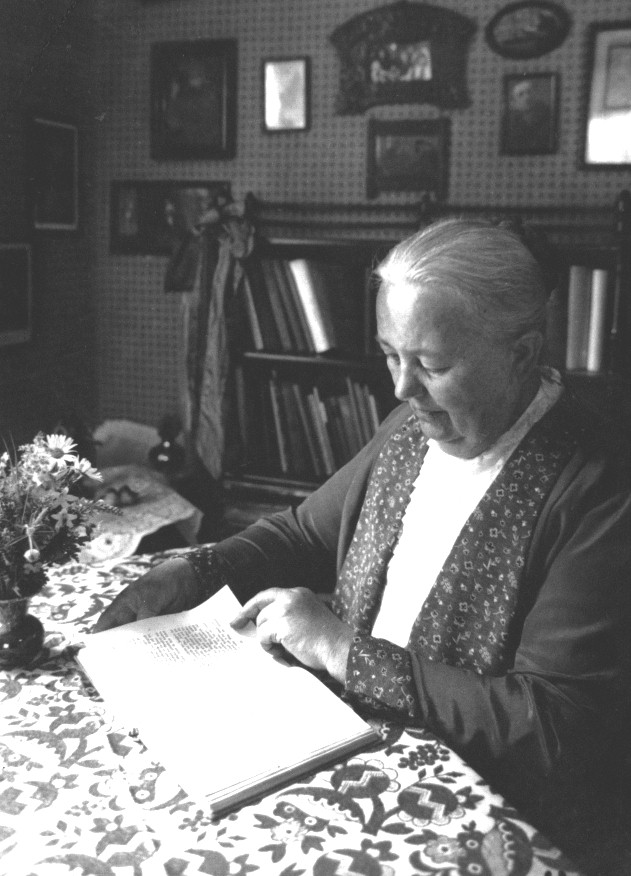
Anna Bernard im Heimathaus in Bad Kudowa

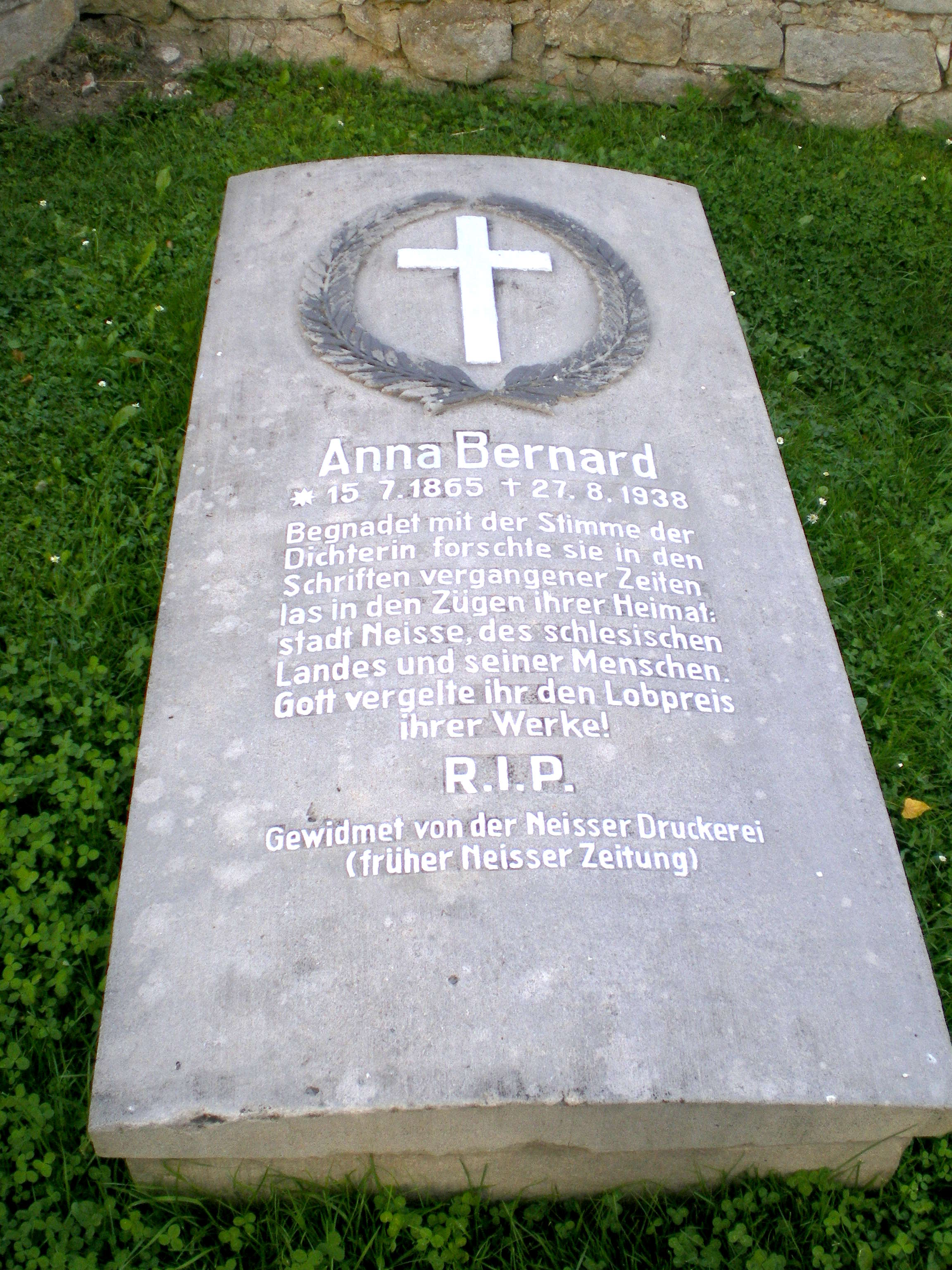
Grabplatte auf dem Friedhof von Tscherbeney

Anna Bernard (* 15. Juli 1865 in Breslau; † 27. August 1938 in Bad Kudowa, Landkreis Glatz, Provinz Niederschlesien) war eine deutsche Heimatschriftstellerin.

## Leben
Anna Bernard, geborene Scheer, verbrachte ihre Kindheit in Neisse. Ihr Vater war Holzbildhauer. Nach dem Abschluss der Volksschule erlernte sie das Schneiderinnenhandwerk. Nach einigen Jahren in unterschiedlichen Dienstverhältnissen machte sie sich als Schneidermeisterin in Neisse selbständig. Bereits in dieser Zeit veröffentlichte sie unter ihrem Geburtsnamen kleinere Arbeiten in Zeitungen und Zeitschriften.
1904 heiratete Anna Scheer den Schneidermeister Robert Bernard aus Bad Kudowa. Das Paar lebte zunächst in Neisse und zog 1908 nach Bad Kudowa. Hier widmete sich Anna Bernard überwiegend der Schriftstellerei und verfasste ihre bedeutendsten Arbeiten. Den Stoff zu den meisten ihrer Werke entnahm sie den geschichtlichen Geschehnissen ihrer Wahlheimat, der Grafschaft Glatz. Sie starb am 27. August 1938 in Bad Kudowa. Ihr Leichnam wurde auf dem Friedhof der Bartholomäus-Pfarrkirche in Tscherbeney beigesetzt, wo das Grabmal noch erhalten ist.
Die Grabsteininschrift lautet:
ANNA BERNARD
* 15.7.1865  + 27.8.1938
Begnadet mit der Stimme der
Dichterin forschte sie in den
Schriften vergangener Zeiten
las in den Zügen ihrer Heimat:
stadt Neisse, des schlesischen
Landes und seiner Menschen.
Gott vergelte ihr den Lobpreis
ihrer Werke!
R.I.P.
Gewidmet von der Neisser Druckerei
(früher Neisser Zeitung)

## Werke
- Die Seinigen nahmen ihn nicht auf, Neisse, 1913
- Andreas Faulhabers Tod, Mittelwalde, 1922
- Am Landestor, Verlag Herder in Freiburg im Breisgau, 1925 (preisgekrönt)
- Tränende Herzen, Erzählungen, Habelschwerdt, 1926
- Der Mönch von Capistrano, Breslau, 1927
- Die Töchter der Soldatenstadt, Roman, Hildesheim, 2005
- Joseph Ernst Bergmann, Roman, erstmals erschienen 2016, ISBN 978-3-7418-4532-1
- Im Zeichen des Saturn, Schauspiel, Uraufführung 1925
- Liebe Vergangenheit
- Frau Olgas Sohn, Roman
- Der Hagestolz, Erzählung
- Was mein einst war, Erinnerungen

Daneben verfasste sie zahlreiche lyrische und Gelegenheitsgedichte, Ortsbeschreibungen, Erzählungen, kulturgeschichtliche Skizzen und Anderes.